# 博雅教育

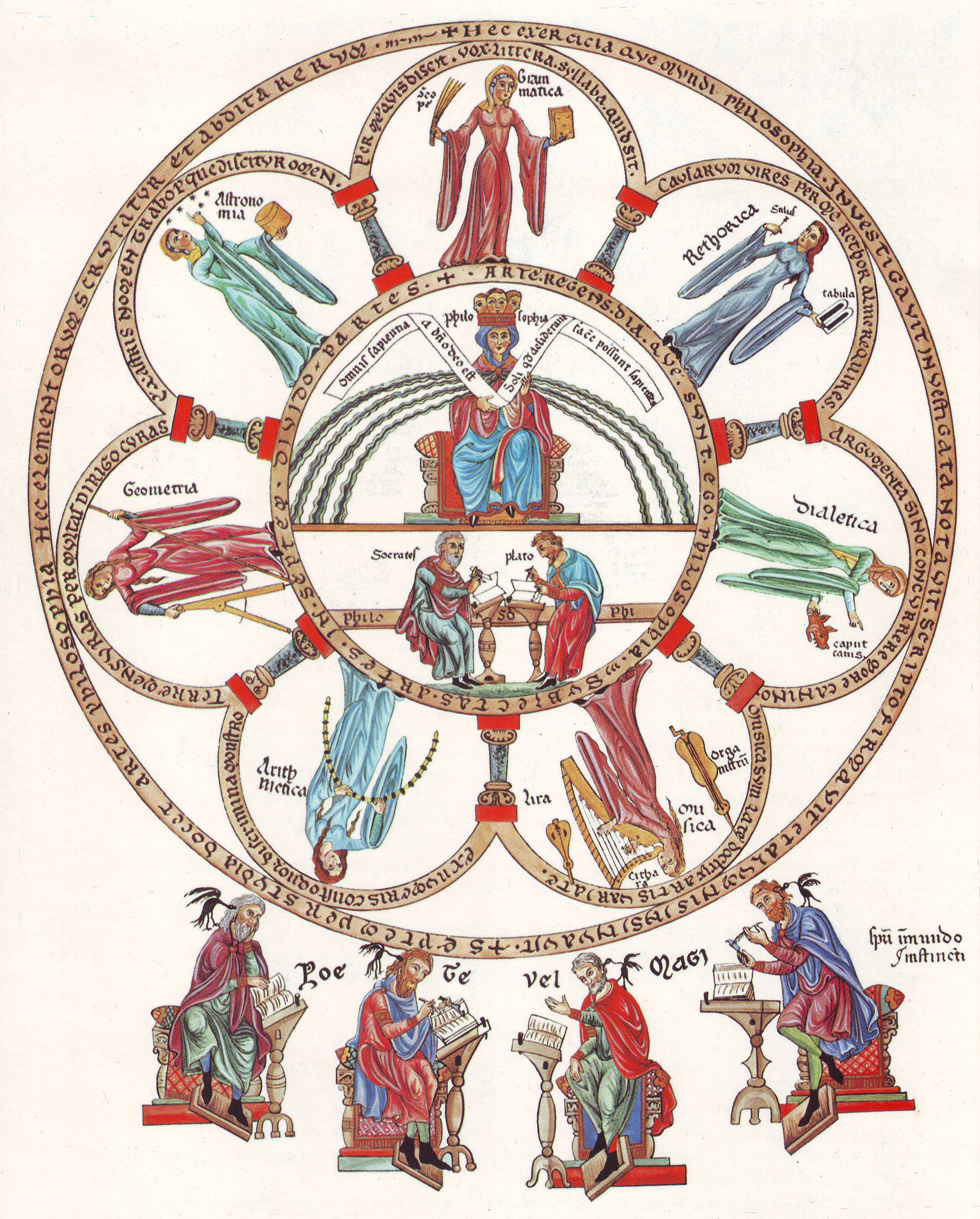
12世紀歐洲博雅教育的七大範疇

博雅教育（拉丁語：Artes liberales），又譯為文理教育、人文教育、通才教育、通识教育、全人教育、自由科教育等，原指一個自由的古代西方城市自由人所應學習的基本學科，現代則是作為生活常識的內容，可以在社會學校修習，也可以透過參加展覽等方式獲得知識。
文法、修辭、邏輯等文科教育中核心部份，被稱為三學或三藝（拉丁語：Trivium）。至中古時代，神學院又開放了算術、幾何、音樂、占星（後世稱為天文）等理學教育中核心部分，被稱為四術（拉丁語：Quadrivium）。三學與四術，合稱文理七藝（英語：seven liberal arts），或自由七藝，或博藝教育，或博雅教育，是中世紀大學的主要科目，後世學術合稱之源。
在現代社會中，博雅教育，被認為是一種基於社會中的人的通才素質教育。它不同於專業教育、專才教育。在東方，這種教育的傳統可以追溯到先秦時代的六藝教育和漢朝以後通常的儒家教育。六藝教育注重綜合知識和技能，而儒家教育偏重人格和人文質素。博雅教育所涉足的範疇隨著社會而變遷，到了近代，人文和科學都成為了博雅教育的重要組成部分，以致博雅教育又被稱為文理教育。由於並非專才訓練，工程學、建築學、設計學、商學、農學、食品科學、獸醫學、牙醫學、醫學、藥學等領域不屬於博雅教育的範疇，但是還是有相關簡單且應用性高的教育學程。
博雅教育在概念上與通識教育類似，但若細分其差異，博雅教育是相對於職業或實用教育而言，其目的在培育「統一的人格」；而通識教育是相對於專業教育而言，其目的在達到「統一的知識」。。博雅教育強調師生間的互相學習，是一門讓學生能夠安身立命、修身養性的學問，是一種教育觀、教育形式與教育實踐的總和。

## 词源
拉丁语中的博雅有多种表述（(artes liberales, , ），在古希腊被理解为对普遍理解的欲望（desire for an universal understanding）。
中国学界在翻译liberal education这一英文概念时，早期为“普通教育”“自由教育”，1941年中华民国官方确定“博雅教育”这一译法。

## 历史
在古希腊时期，柏拉图就提出了“七艺”，也称为“自由七艺”（Liberal arts）。到欧洲中世纪初期成为学校中的七门课程：文法（包括拉丁文和文学）、修辞（包括散文与诗的写作，以及历史）、辯證（即形式逻辑）、算术、几何（包括地理）、天文、音乐。圣伊西多尔又将前三科定为初级学科，称为“三學”（trivium），后四科定为高级学科，称为“四术”（quadrivium）。三學及其現代主要相關學科包括文法（形式句法）、修辭（文史素養）、辯證（邏輯推理）。四術及其現代相關學科包括算數、幾何與地理、天文、音樂。

## 世界各地

### 臺灣
教育家虞兆中認為，現代大學和傳統儒家教育觀一脈相承，學生人格養成應在學校教育中居於重要地位，於是出任臺大校長時建立通才教育。隨後，臺灣各大學相繼推行。在臺灣，博雅教育是大學教育的基礎组成部分。例如，臺大通識教育课程分為文學與藝術、歷史思維、世界文明、道德與哲學思考、公民意識與社會分析、量化分析與數學素養、物質科學、生命科學八大領域。
台灣的博雅教育從大學發展，東海大學於2008年成立「博雅書院」，國立清華大學亦在同年成立「清華學院」(2015年更名為「住宿書院」)，國立政治大學於2009年成立「博雅書院」，皆是透過自由報名遴選招收校內不同科系之學生，入選後需遷宿至書院，並輔以導師進行生活教育。亦有校外的教育團體博雅青年講堂，以博雅教育理念開設課程，並輔以导师（Mentor）制度進行生活引導。

### 香港
香港有注著重全人發展推行博雅教育的大專院校。嶺南大學是香港首間以博雅教育為宗旨的大學，嶺南大學前校長陳坤耀曾解釋博雅教育的宗旨是要教導人「學識廣博，生活高雅」。香港浸會大學致力推動博雅教育的大學，著重培育學生的批判思維、自我學習能力和獨立思考。香港恒生大學培育青年全人發展，致力成為區內具領導地位，並以博雅教育為主導的非牟利私立大學。明德學院是一間在香港推行博雅教育的大專院校。

### 中国大陆
中国大陆的博雅教育可以追溯至1993年武汉大学设立的人文科学试验班，北京大学元培学院成立于2007年，清华大学新雅书院成立于2014年。中山大学博雅学院于2009年由甘阳教授创办。2012年10月，重庆大学博雅学院成立。

### 美國
在美國，四年制的大學極著重博雅教育，所有學士課程皆要求學生於首兩年受博雅教育之思考訓練，而在學士第三年才修讀主修課程。另外亦有專注於博雅教育的教學機構，被稱為“文理學院”，通常為四年制。其畢業生要在其他的學院如專業學院才能得到專業的培訓，例如：商業、法律、醫學、神學等等。
美國境外的學院都受到了這些美國高等學院啟發，包括德國的歐洲博雅學院。這類型的教育未曾在英國出現，連博雅教育一詞都很少談及。但澳洲墨爾本維多利亞大學反而提供兩年制TAFE文憑課程（博雅文憑課程）。

### 歐洲
在歐洲，博雅教育的原來意義是中等研習，只是涉足普遍知識及智識技術，著重於知識的承傳，而不是專門或者專業技術。博雅教育在歐洲教育歷史中的七大範疇被分為“三藝”（初等級）和“四術”（高等級）兩類。“三藝”包括語法、修辭學及辯證法。“四術”包括算術、幾何、天文及音樂。這成了歐洲中世紀大學核心課程。雖然曾經只注重古典教育，但博雅教育在歐洲啟蒙時代之後被宣傳為解放思想及破除成見，隨著科學及人文的地位提升，兩者在近代都納入博雅教育的範疇。

### 日本
通常日本的大学类似中国，入学时就选定所学专业，但也有少数大学采用博雅教育或文理学院模式。整体采用文理学院模式的大学有国际基督教大学等。也有大学设立有博雅学部（或称文理学部），该学部的学生可以接受类似博雅教育课程，如樱美林大学。除传统的博雅教育外，日本有许多大学开设教养学部，注重外语学习和跨学科知识的学习，如早稻田大学等。
通常日本的大学会在一年级鼓励学生选择各种领域的通选课程，也被认为是一种博雅教育。

## 延伸閱讀
- Charles Blaich, Anne Bost, Ed Chan, and Richard Lynch. Defining Liberal Arts Education. Center of Inquiry in the Liberal Arts, 2004.
- Friedlander, Jack. Measuring the Benefits of Liberal Arts Education in Washington's Community Colleges. Los Angeles: Center for the Study of Community Colleges, 1982a. (ED 217 918)
- Blanshard, Brand. The Uses of a Liberal Education: And Other Talks to Students. (Open Court, 1973. ISBN 978-0-8126-9429-1)
- Wriston, Hénry M. The Nature of a Liberal College. Lawrence University Press, 1937.

## 外部連結
- 博雅教育的哲學 （页面存档备份，存于）
- 在社區學院的博雅教育 （页面存档备份，存于）
- 社區學院的博雅課程的描述性分析 （页面存档备份，存于）
- 博雅教育查詢中心 （页面存档备份，存于）